# اورتون (بازیکن فوتبال، زاده ۱۹۸۹)
اورتون خوزه آلمیدا سانتوس (به پرتغالی: Ewerton José Almeida Santos) مدافع اهل برزیل است که در شهر Penedo و در تاریخ ۲۳ مارس ۱۹۸۹ به دنیا آمده‌است.
اورتون خوزه آلمیدا سانتوس در تیم‌های فوتبال Corinthians (AL) سابقهٔ حضور دارد.